# Singles (Jimmy Eat World)
Singles è un album discografico di raccolta del gruppo musicale punk rock statunitense Jimmy Eat World, pubblicato nel 2000.

## Tracce
1. Opener – 5:42
2. 77 Satellites – 3:05
3. What Would I Say to You Now – 2:36
4. Speed Read – 2:42
5. Spangle (The Wedding Present Cover from the album "Watusi") – 4:38
6. H Model – 2:12
7. Ramina – 4:04
8. Christmas Card – 2:52
9. Untitled – 2:38
10. Carbon Scoring – 2:38
11. Digits – 4:23
12. The Most Beautiful Things (versione UK) – 3:52
13. Cautioners (versione UK) – 5:23

## Formazione
- Jim Adkins - chitarra, voce
- Tom Linton - chitarra, voce
- Zach Lind - batteria
- Rick Burch - basso